# Mayra Aguiar
Mayra Aguiar (ur. 3 sierpnia 1991 r. w Porto Alegre) – brazylijska judoczka, dwukrotna brązowa medalistka igrzysk olimpijskich, trzykrotna mistrzyni świata.

## Igrzyska olimpijskie
W 2008 roku wzięła udział na igrzyskach olimpijskich w Pekinie w kategorii do 70 kg, lecz przegrała w pierwszej rundzie z Hiszpanką Leire Iglesias. 
Cztery lata później w Londynie wystąpiła w kategorii do 78 kg, zdobywając brązowy medal po zwycięstwie przez ippon w walce o trzecie miejsce z Holenderką Marhindą Verkerk. Wcześniej przegrała w półfinale z Kaylą Harrison  reprezentującą Stany Zjednoczone.
Na igrzyskach olimpijskich w 2016 roku w Rio de Janeiro powtórzyła sukces sprzed dwóch, zdobywając drugi brązowy medal w rywalizacji do 78 kg. Tym razem po porażce w półfinale z Francuzką Audrey Tcheuméo wygrała w walce o trzecie miejsce z Kubanką Yalennis Castillo. Startowała w Pucharze Świata w latach 2007, 2008, 2010 i 2019.
| Runda    | Przeciwniczka  | Wynik       | Osiągnięcie |
| -------- | -------------- | ----------- | ----------- |
| 1. runda | Leire Iglesias | P 0011–0020 | 1. runda    |

| Runda         | Przeciwniczka    | Wynik       | Osiągnięcie |
| ------------- | ---------------- | ----------- | ----------- |
| 1. runda      | Wolny los        | Wolny los   | brąz        |
| 2. runda      | Hana Mareghni    | W 0200–0003 | brąz        |
| Ćwierćfinał   | Daria Pogorzelec | W 0200–0000 | brąz        |
| Półfinał      | Kayla Harrison   | P 0000–1010 | brąz        |
| Brązowy medal | Marhinde Verkerk | W 1000–000  | brąz        |

| Runda         | Przeciwniczka     | Wynik     | Osiągnięcie |
| ------------- | ----------------- | --------- | ----------- |
| 1. runda      | Wolny los         | Wolny los | brąz        |
| 2. runda      | Miranda Giambelli | W 100–000 | brąz        |
| Ćwierćfinał   | Luise Malzahn     | W 000–000 | brąz        |
| Półfinał      | Audrey Tcheuméo   | P 000–000 | brąz        |
| Brązowy medal | Yalennis Castillo | W 001–000 | brąz        |